# RPM Package Manager
RPM Package Manager (o RPM, originalmente llamado Red Hat Package Manager, pero se convirtió en acrónimo recursivo) es una herramienta de administración de paquetes pensada para GNU/Linux. Es capaz de instalar, actualizar, desinstalar, verificar y solicitar programas. RPM es el formato de paquete de partida del Linux Standard Base.
Originalmente desarrollado por Red Hat para Red Hat Linux, en la actualidad muchas distribuciones GNU/Linux lo usan, dentro de las cuales las más destacadas son Fedora, Mageia, PCLinuxOS, openSUSE, SuSE Linux. También se ha portado a otros sistemas operativos.

## Características
Para el administrador de sistemas que realice mantenimiento y actualización de software, el uso de gestor de paquetes en vez de construirlos manualmente tiene ventajas como simplicidad, consistencia y la capacidad de que aquellos procesos se automaticen.
Entre las características de RPM están:
- Los paquetes pueden ser cifrados y verificados con GPG y MD5.
- Los archivos de código fuente (por ejemplo .tar.gz, .tar.bz2) están incluidos en SRPMs, posibilitando una verificación posterior.
- PatchRPMs y DeltaRPMs, que son equivalentes a  ficheros parche, pueden actualizar incrementalmente los paquetes RPM instalados.
- Las dependencias pueden ser resueltas automáticamente por el gestor de paquetes.

Algunos Comandos:
rpm -qa = muestra paquetes instalados.
rpm -qi foo = muestra la información de un paquete RPM.
rpm -ql foo = lista ficheros de un paquete RPM instalado.
rpm -qc foo = lista solo los ficheros de configuración.
rpm --checksig foo = verifica firma de un paquete RPM.
rpm -ivh "localFile.rpm" = instala un paquete.
rpm -e "localFile.rpm" = desinstala un paquete.